# Roots (album de Sepultura)
Pour les articles homonymes, voir Roots.
Albums de Sepultura
Chaos A.D.
(1993) The Roots of Sepultura
(1996)
Roots est le sixième album studio du groupe de metal brésilien Sepultura, sorti le 20 février 1996 chez Roadrunner Records. Il s'agit du dernier album du groupe réalisé avec Max Cavalera.
L'album a fait l'objet en 2005 d'un réédition à tirage limité sous forme d'un coffret double CD, le premier CD reprenant l'édition originale et le deuxième étant constitué de pistes bonus.
Comme pour son prédécesseur, Chaos A.D., le groupe a incorporé à leur musique des rythmes traditionnels brésiliens. Le percussionniste Carlinhos Brown et les vocalistes Jonathan Davis et Mike Patton ont participé à l'enregistrement de cet album.
Le morceau-fantôme de l'album (Canyon Jam) n'apparaît pas sur la version cassette.
Le concept de l'album a été inspiré à Max Cavalera par le film En liberté dans les champs du seigneur (1991).
La pochette de l'album (créée par Michael Whelan) est partiellement inspirée du billet de mille cruzeiros (ancienne monnaie du Brésil adoptée pour la dernière fois de 1990 à 1993). La pochette représente une femme indigène (présente sur le billet d'origine) entourée de racines rouges et arborant un pendentif sur lequel figure le logo du groupe (le "S tribal").
En 2016 Max et Igor Cavalera effectuent une tournée sous le nom de Max & Iggor Cavalera - Return to Roots durant laquelle ils interprètent cet album dans son intégralité.

## Ventes de l'album
L'album est arrivé 27e au Billboard 200 et est arrivé 4e au UK Album Chart.
L'album a été certifié disque d'or aux États-Unis, aux Pays-Bas, au Royaume-Uni, en Autriche, en France, au Canada et en Australie.
Plus de 2 millions de copies de cet album ont été vendues dans le monde depuis sa sortie.

## Musiciens
- Igor Cavalera - Batterie, percussions
- Max Cavalera - Chant, guitare quatre cordes
- Andreas Kisser - Guitare lead
- Paulo Jr. - Basse

## Invités
- Carlinhos Brown - sur Ratamahatta, Ambush et Endangered Species
- Jonathan Davis - Chant sur Lookaway
- DJ Lethal - Scratches sur Lookaway
- Mike Patton - Chant sur Lookaway et Mine
- David Silveria - Batterie sur Ratamahatta
- des chants tribaux Xavántes sont utilisés sur Itsári

## Titres
1. Roots Bloody Roots* – 3:32
2. Attitude * – 4:15
3. Cut-Throat – 2:44
4. Ratamahatta* (avec Ross Robinson, David Silveria & Carlinhos Brown) – 4:30
5. Breed Apart – 4:01
6. Straighthate – 5:21
7. Spit – 2:45
8. Lookaway (avec Jonathan Davis, Mike Patton & DJ Lethal) – 5:26
9. Dusted – 4:03
10. Born Stubborn – 4:07
11. Jasco – 1:57
12. Itsári – 4:48
13. Ambush – 4:39
14. Endangered Species – 5:19
15. Dictatorshit – 1:26
16. Canyon Jam (chanson cachée) – 13:16

*: Titres sortis en single.

### Titres bonus de la réédition de 2005
1. Procreation [Of The Wicked] (Reprise de Celtic Frost) – 3:39
2. Mine (avec Mike Patton) – 6:25
3. War (reprise de Bob Marley) – 6:40
4. Lookaway (Master Vibe Mix) – 5:36
5. Mine (Andy Wallace Mix) – 7:58
6. Dusted (Demo) – 4:27
7. Roots Bloody Roots (Demo) – 3:32
8. R.D.P. (Demo) – 1:15
9. Untitled (Demo) – 4:14
10. Attitude (Live à Ozzfest) – 5:37
11. Roots Bloody Roots (Megawatt Mix 1) – 4:01
12. Roots Bloody Roots (Megawatt Mix 2) – 4:08

- Enregistré à Malibu (Californie)
- Produit par Ross Robinson et Sepultura
- Ingénieur du son: Chuck Johnson
- Ingénieur du son additionnel: Richard Kaplan
- Ingénieur du son: by Rob Agnello
- Mixé par Andy Wallace à Soundtrack Studios, New York
- Ingénieur mixage: Steve Sisco
- Masterisé par George Marino à Sterling Sound, New York